# 1955 في سويسرا
فيما يلي قوائم الأحداث التي وقعت خلال عام 1955 في سويسرا.

## سياسة

### انتهاء فترة المنصب
- 1 يناير – روبرت غريم عضو المجلس الوطني السويسري ‏.

## رياضة
- 18 يونيو – طواف سويسرا 1955 الفائزون كارلو كليريسي، هوغو كوبلت، ستان أوكيرس.

## مواليد

### يناير
- 1 يناير – توماس مارتن أينشتاين
- 12 يناير – هارالد لينك رائد أعمال ألماني.

### مارس
- 25 أغسطس – مارسيل جيرهارد

### مايو
- 20 مايو – بيير زيمارمان لاعب جسر سويسري.

### يونيو
- 23 يونيو – ماركوس فوكس

### يوليو
- 8 يوليو – باتريك ستريف
- 14 يوليو – توماس هوبر فنان سويسري.
- 17 يوليو – مارتن ر. دين كاتب سويسري.

### أغسطس
- 10 أغسطس – رولف زاكس فنان ألماني.
- 25 أغسطس – مارسيل جيرهارد

### سبتمبر
- 27 سبتمبر – ريتشارد بوتشر لاعب هوكي جليد سويسري.

### أكتوبر
- 6 أكتوبر – بيا فرايز فنانة سويسرية.
- 8 أكتوبر – كلاوديو سولسر لاعب كرة قدم سويسري.
- 17 أكتوبر – جوهانس إيمبودين
- 22 أكتوبر – ميشال ديكاستيل لاعب كرة قدم سويسري.

### نوفمبر
- 1 نوفمبر – رودلف إلمر مصرفي سويسري.

### ديسمبر
- 10 ديسمبر – جوسيف فيليكس مولر فنان سويسري.

## وفيات

### مارس
- 23 مارس – غوستاف أمان (مواليد 1885)

### يونيو
- 18 يونيو – ويلي بوركهارد (مواليد 1900) ملحن سويسري.

### يوليو
- 11 يوليو – غوستاف دوماس (مواليد 1872)

### أغسطس
- 28 أغسطس – إليزابيت جيرتر (مواليد 1895) كاتبة سويسرية.

### نوفمبر
- 27 نوفمبر – إيما يونغ (مواليد 1882) نفسانية سويسرية.